# دهستان عشق‌آباد
دهستان عشق‌آباد، یکی از دهستان‌های بخش مرکزی شهرستان میان‌جلگه در استان خراسان رضوی ایران است. مرکز این دهستان، روستای رئیسی است.

## جمعیت
بر پایه سرشماری عمومی نفوس و مسکن در سال ۱۳۹۵، جمعیت دهستان عشق‌آباد برابر با ۲۷٬۲۱۴ نفر بوده است.